# Jan Decleir
Jan Decleir (ur. 14 lutego 1946 w Niel) – belgijski aktor filmowy, teatralny i telewizyjny. Uważany za największego aktora kina Beneluksu w swoim pokoleniu. W swojej karierze wystąpił w ponad 140 filmach i serialach telewizyjnych.

## Życiorys
Absolwent szkoły aktorskiej Studio Hermana Teirlincka w Antwerpii. Pracę w branży rozpoczął w drugiej połowie lat 60. Pierwszą znaczącą rolę zagrał w filmie Mira (1971) Fonsa Rademakersa. Później grał w licznych cieszących się uznaniem tytułach, ale międzynarodową renomę zdobył dopiero w latach 90.
Zagrał wtedy główne role w dwóch holenderskich obrazach, nagrodzonych Oscarem dla najlepszego filmu nieanglojęzycznego: Ród Antonii (1995) i Charakter (1997). Za tytułową rolę Adolfa Daensa w dramacie biograficznym Daens (1992) Stijna Coninxa zdobył nominację do Europejskiej Nagrody Filmowej dla najlepszego aktora.
Odrzucił role w wysokobudżetowych produkcjach zagranicznych Oczy szeroko zamknięte (1999) Stanleya Kubricka i Świat to za mało (1999) Michaela Apteda, gdyż wolał pracować bliżej domu. Wcielił się za to w postać Świętego Mikołaja w trzech częściach familijnej serii Rodzina Clausów (2020-2022).